# Шестаков, Михаил Денисович
Михаил Денисович Шестаков (03.11.1907, Минская область — 12.05.1942, Харьковская область) — командир 1-го танкового батальона 36-й танковой бригады 38-й армии Юго-Западного фронта, капитан. Герой Советского Союза.

## Биография
Родился 3 ноября 1907 года в деревне Нача ныне Крупского района Минской области в семье железнодорожника. Белорус. С 1916 года учился в неполной средней школе, после её окончания работал ремонтником на железной дороге. В 1927 году окончил Борисовский сельскохозяйственный техникум. Работал агрономом.
В Красной Армии с 1928 года, по комсомольской путёвке. Окончил Объединённую Белорусскую военную школу имени ЦИК БССР в 1931 году. С 1931 года — командир взвода 24-го стрелкового полка Белорусского военного округа. В 1932—1933 годах прошёл обучение на курсах усовершенствования командного состава в Москве. С 1933 по 1937 годы командовал танковым взводом, а затем танковой ротой в 4-й отдельной танковой бригаде Белорусского военного округа, затем убыл на учёбу. Член ВКП(б) с 1935 года. В 1936 году окончил командные курсы при Военной академии механизации и моторизации РККА имени И. В. Сталина. В августе 1937 года М. Д. Шестаков уволен в запас. Работал техником-машиноведом на предприятиях Минска.
В апреле 1939 года восстановлен в кадрах Красной Армии и назначен командиром учебной роты в 18-ю лёгкую танковую бригаду, с августа 1939 года — помощник начальника 1-й части штаба 43-й автобронетанковой бригады.
Участник советско-финской войны 1939—1940 годов, командир автобронетанкового батальона 43-й автобронетанковой бригады Белорусского военного округа. В составе батальона был направлен на фронт советско-финской войны 1939—1940 годов, участвовал в боях. В июне 1940 года назначен начальником штаба 7-го разведывательного батальона 7-й танковой дивизии. С 15 июня 1941 года — начальник штаба 100-го танкового полка 50-й танковой дивизии.
Участник Великой Отечественной войны с июля 1941 года. В составе дивизии прибыл на Западный фронт в начале июля, участвовал в боях под Бобруйском и Могилёвом. С августа 1941 года в той же дивизии на Брянском фронте воевал под Гомелем и Брянском. С ноября 1941 года — командир танкового батальона 36-й танковой бригады на Юго-Западном фронте. За подвиги в тяжёлых оборонительных сражениях лета и осени 1941 года дважды представлялся к награждению орденом Красного Знамени, но представления затерялись где-то в штабах. Семья М. Д. Шестакова погибла в первые дни войны в Белостоке.
Командир 1-го танкового батальона 36-й танковой бригады капитан Михаил Денисович Шестаков особо отличился в Харьковском сражении мая 1942 года.
12 мая 1942 года ранним утром РККА начала наступление на вермахт с двух направлений — из Барвенково и Волчанска-Салтова (с Салтовского плацдарма на правобережье С. Донца) — с целью окружить оккупированный немцами 24-25 октября 1941 года Харьков. Пространство между Непокрытой-Перемогой-Терновой стало местом ожесточённых боёв.
Местность перед превращённым немцами в главный опорный пункт Непокрытым (восточнее села) и само село стали местом кровопролитных боёв. Непокрытое было узловой точкой немецкой обороны в марте-мае 1942 года вдоль реки Большая Бабка; в нём располагался штаб 294-й Саксонской пехотной дивизии вермахта.
В первый день советского наступления на Харьковском направлении, 12 мая, танковый батальон капитана Шестакова с ходу форсировал реку Большая Бабка, захватил два узла вражеского сопротивления у села Непокрытое Волчанского района Харьковской области Украинской ССР и взял много пленных.
При отражении контратаки противника огнём из танка капитан М. Д. Шестаков уничтожил четыре немецких артиллерийских орудия с расчётами. Погиб в этом бою.
Указом Президиума Верховного Совета СССР «О присвоении звания Героя Советского Союза начальствующему составу Красной Армии» от 5 ноября 1942 года за «образцовое выполнение боевых заданий командования на фронте борьбы с немецкими захватчиками и проявленные при этом отвагу и геройство» капитану Шестакову Михаилу Денисовичу было присвоено посмертно звание Героя Советского Союза.
Похоронен в селе Непокрытое (с 1968 — Шестаково) Волчанского района Харьковской области.

## Память
- В 1968 году село Непокрытое, где погиб Шестаков, было переименовано в Шестаково в честь данного командира танкового батальона 36-й танковой бригады РККА, погибшего 12 мая 1942 года в ожесточённом бою за село.
- Имя Героя носит Унечская средняя школа Брянской области.